# Вистинг, Оскар
О́скар Адольф Ви́стинг (норв. Oscar Adolf Wisting; 6 июня 1871, Ларвик, Норвегия — 5 декабря 1936, Осло, Норвегия) — норвежский полярный исследователь, спутник Амундсена в экспедициях к Южному полюсу, по Северо-Восточному проходу. Первый человек (совместно с Амундсеном), побывавший на обоих географических полюсах планеты.

## Биография
Оскар Вистинг родился в 1871 году. В возрасте 16 лет пошёл в моря и затем стал служить в Норвежском военно-морском флоте. Он работал морским стрелком на главной военно-морской базе в Норвегии Karljohansvern рядом с Хортеном (ныне район Хортена) в 1909 году, когда попросил Руаля Амундсена взять его в экспедицию к Северному полюсу. Однако Амундсен секретно поменял свой план, отправившись к Южному. Оскар Вистинг узнал, что экспедиция следует на южный полюс на судне. 

### Южный полюс
Во Фрамхейме Вистинг в основном занимался палатками, снаряжением и различными швейными делами.
«Не было такой вещи в портняжном ремесле, с которой не справился бы Вистинг»,
— пишет Амундсен. Кроме того, Вистинг занимался покраской палаток, а во время похода к полюсу вместе с Амундсеном, Хансеном, Бьоланном и Хасселем исполнял обязанности ветеринара и нередко кока. Перед тем как покинуть барьер, Вистинг воткнул в снег свою сломанную лыжу. После возвращения к барьеру, когда экспедиция не могла сориентироваться и найти склад, Хансен заметил лыжу Вистинга, что позволило участникам благополучно перебраться на барьер.

### Мод
В 1918—1925 годах Вистинг принимал участие в плавании Северо-Восточным проходом на судне «Мод», где исполнял функции врача и оказал Амундсену помощь при переломе руки.

### Дальнейшая жизнь
Вистинг был одним из лучших друзей Руаля Амундсена и испытанным товарищем. Он не отвернулся от него даже в тяжёлые для последнего времена в 1924 году, когда, казалось, всё обернулось против Амундсена. В благодарность Амундсен взял Вистинга в трансатлантический полёт с Линкольном Эллсвортом, чтобы тот разделил славу первого человека, побывавшего на обоих полюсах. Амундсен так описывает это:
«Пятнадцать лет спустя, когда щедрость Эллсворта предоставила мне возможность осуществить и другую мечту моей жизни, а именно перелететь через Северный Ледовитый океан над Северным полюсом из Европы в Америку, мне доставила величайшее счастье возможность спросить у одного из тех четырёх смелых норвежцев, сопровождавших меня на Южный полюс, не согласен ли он и теперь мне сопутствовать. Этот человек был Оскар Вистинг. Если бы я завидовал другим в оказанных им почестях, если бы я был эгоистом, то сегодня имел бы неоспоримую честь быть единственным в мире человеком, побывавшим на обоих полюсах. Но для меня такое отличие представляло гораздо меньшую ценность, чем возможность устроить так, чтобы мой храбрый товарищ и верный друг Вистинг разделил со мною честь побывать первым на обоих полюсах».
На дирижабле «Норвегия» Вистинг стоял у руля высоты.
Позднее, в 1930 году, Вистинг издал книгу «16 лет с Руалем Амундсеном» (норв. 16 aar med Roald Amundsen).
В 1936 году Вистингу было предложено стать директором музея «Фрама». Вистинг согласился и стоял на борту «Фрама» при его установке, направляя ход работ. Как пишет Геннадий Фиш:
«И когда корабль, навеки простившись с солёной волной, встал на железобетонные опоры, сердце старого полярника не выдержало… Оскар Вистинг умер от разрыва сердца на палубе любимого корабля…»

## Память
- В честь Вистинга названа гора в Антарктиде